# Super Monkey Ball
Super Monkey Ball es un videojuego de plataformas desarrollado por Amusement Vision y distribuido por Sega para Nintendo Game Cube en Japón y América en 2001 y en Europa en 2002. Más tarde también llegó a N-Gage en 2003.
Aunque Super Monkey Ball es el primer juego de la saga en una consola, en realidad se trata de una versión del arcade original Monkey Ball. La versión llegó a GameCube a finales del mismo año en que salió el arcade para consolas recreativas.

## Modos
Super Monkey Ball posee tres modos de juego: juego principal, juegos de fiesta, y minijuegos. Los minijuegos no están disponibles inicialmente, y tienen que ser desbloqueados al conseguir 2,500 "puntos de juego" a través de jugar el juego principal en el modo de un jugador.

### Juego Principal (Main Game)
El objetivo del modo principal de juego es avanzar con éxito por las diferentes fases o niveles que se presentan en las distintas dificultades de juego manejando a uno de los cuatro monos protagonistas (AiAi, MeeMee, Baby y GonGon) dentro de una bola (de ahí "Monkey Ball") utilizando la palanca analógica. Cada fase o nivel deberá completarse dentro de un pequeño límite de tiempo que generalmente será 1 minuto. A mayor dificultad de juego conlleva que haya un mayor número de fases y que dichas fases vayan siendo cada vez más y más complejas según se va avanzando. En cada una de las fases hay diversos plátanos que se distribuyen por cada rincón, y consiguiendo 100 de estos plátanos se consigue una vida extra que permite al jugador una nueva oportunidad. Las fases que son múltiplo de cinco (5, 10, 15,...) suelen ser fases de bonus en las que el objetivo cambia, pasando a ser como objetivo el hecho de intentar conseguir todos los plátanos de la fase o, en su defecto, el mayor número de plátanos posible. Si aun siendo la fase múltiplo de cinco se trata de la última fase en una dificultad determinada, esa fase final será como otra fase cualquiera y no como una fase de bonus.
Una vez terminado el juego, ya sea habiendo conseguido superar todas las fases de juego o bien habiendo perdido todas las vidas, se conseguirán una cantidad de puntos que dependerá del número de fases superadas y del nivel de dificultad. Estos puntos permiten al jugador desbloquear ciertos minijuegos ocultos en el juego, para los que se necesita 2500 puntos en cada uno de ellos. Si no se supera ninguna fase lógicamente no se consiguen puntos.
El juego principal posee tres niveles de dificultad—Principiante, Avanzado, y Experto, consistiendo de 10, 30, y 50 fases cada uno—al igual que tres modos—Normal, Práctica, y Competición. El modo normal permite a uno a cuatro jugadores a tomar turnos progresando a través de las fases del juego, mientras que el modo competición involucra de dos a cuatro jugadores en carreras simultáneas de pantalla dividida a través de una selección de fases (de uno a cinco fases por cada ronda). En el modo práctica, cualquier fase que ya hayas jugado estará disponible para jugar repetidas veces sin ninguna consecuencia por fallar.

### Juegos de Fiesta (Party Game)
Los siguientes juegos de fiesta están disponibles:
- Carrera Símia (Monkey Race): De uno a cuatro jugadores compiten simultáneamente en carreras a través de seis pistas divididas en tres niveles de dificultad. La conducción se ejecuta con la palanca analógica, mientras que el botón A se usa para utilizar objetos (si están activados) que se pueden usar para producir un impulso de velocidad o afectar adversamente a los oponentes. El modo Contrarreloj involucra el uso cuidadoso de tres objetos de impulso de velocidad (similar a los juegos de Mario Kart) para lograr tiempos más rápidos.